# Мельникова, Наталья Геннадьевна
Наталья Геннадьевна Мельникова (род. 26 февраля 1976, Псков) — российский государственный деятель. Сенатор Российской Федерации — представитель от законодательной власти Псковской области с 24 сентября 2024 года. Вошла в Комитет Совета Федерации по социальной политике.

## Биография
В 1999 году окончила Санкт-Петербургский государственный технический университет по специальности «Технология машиностроения».
В 2003 году — Санкт-Петербургский государственный политехнический университет по специальности бухгалтерский учёт, анализ и аудит.
С 1999 г. работает в Пенсионном фонде России (ПФР). В частности, была ведущим специалистом экономического отдела ПФР.
С 2014 г. возглавляла псковское отделение Пенсионного фонда России (с 1 января 2023 г. ПФР был объединен с Фондом социального страхования в Фонд пенсионного и социального страхования, или Социальный фонд России).
В 2023-2024 гг. занимала пост управляющего отделением Социального фонда России по Псковской области.
С 18 сентября 2016 года — депутат Псковского областного Собрания депутатов шестого созыва, избрана по единому избирательному округу от Регионального отделения политической партии «Единая Россия». Избрана заместителем председателя комитета по труду и социальной политике. Региональный координатор партийного проекта «Старшее поколение»
9-11 сентября 2022 года избрана депутатом Псковской городской Думы седьмого созыва по одномандатному избирательному округу № 5 (47,68 %) от партии «Единая Россия».
Награждена нагрудным знаком «Отличник Пенсионного фонда Российской Федерации», Почётными грамотами Министерства здравоохранения и социального развития РФ, Пенсионного фонда РФ, Губернатора Псковской области, Псковского областного Собрания депутатов

### В Совете Федерации
С октября 2024 г. — сенатор РФ — представитель от законодательного органа государственной власти Псковской области. Была наделена полномочиями 15 октября 2024 г. Псковским областным собранием депутатов (место сенатора стала вакантно после ухода из Совета Федерации Андрея Турчака, возглавившего Республику Алтай).